# Tegerfelden
Tegerfelden är en ort och kommun i distriktet Zurzach i kantonen Aargau, Schweiz.
Kommunen ligger i Surbtal, 30 kilometer söder om den tyska gränsen i kantonens östra del.

## Geografi
Tegerfelden har en landyta på 7,11 km², varav 2,63 km² utgörs av skog. Den högsta punkten är berget Imberg med 532 meter över havet.
Kommunen gränsar till Bad Zurzach i norr, Rekingen i nordöst, Baldingen i öster, Endingen i söder, Würenlingen i sydväst och Döttingen i väster.

## Demografi
Kommunen har 1 290 invånare (2023).

## Galleri

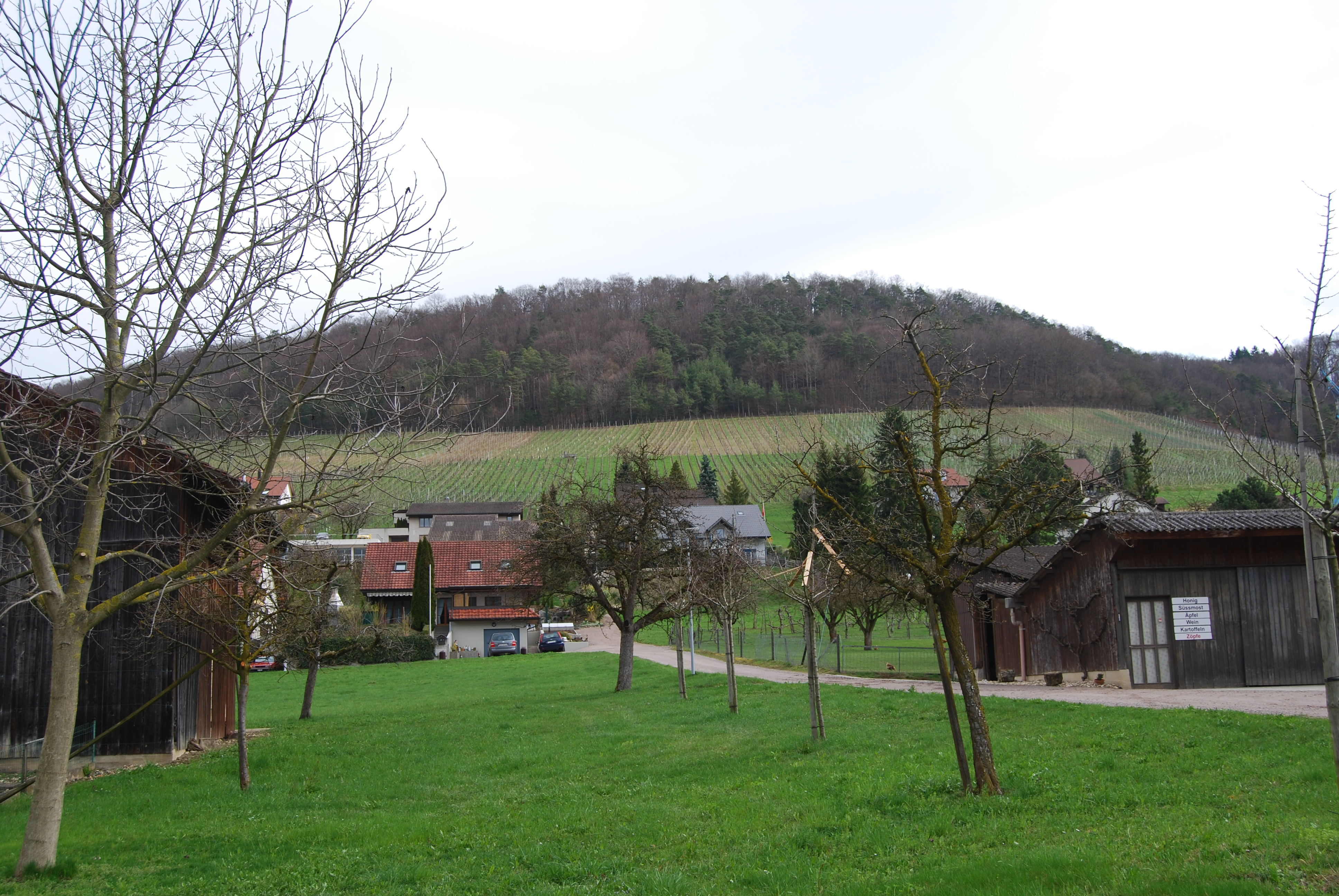
Utsikt över vingårdar.
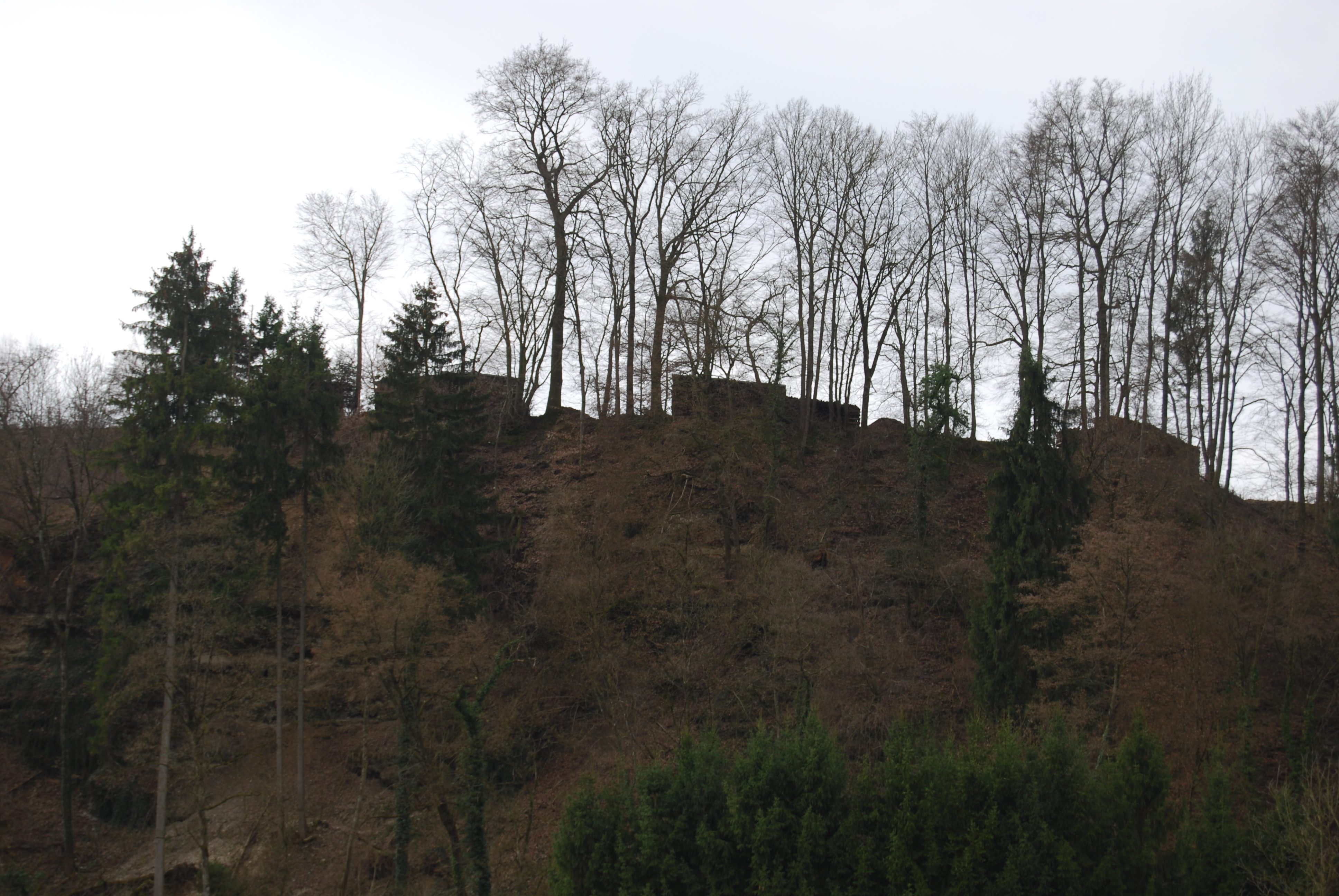
Ruiner efter en borg.